# Kurt von Fischer
Kurt von Fischer, švicarski muzikolog, predavatelj in akademik, * 25. april 1913, Bern, Švica, † 27. november 2003, Bern.
Fischer je deloval kot redni profesor za muzikologijo Univerze v Zürichu in bil dopisni član Slovenske akademije znanosti in umetnosti (od 29. marca 1979).